# Віялохвістка буруйська
Віялохвістка буруйська (Rhipidura superflua) — вид горобцеподібних птахів родини віялохвісткових (Rhipiduridae). 

## Поширення
Ендемік індонезійського острова Буру. Його природними середовищами існування є субтропічні або тропічні вологі низинні ліси та субтропічні або тропічні вологі гірські ліси.